# Think Later
Think Later (englisch Denke später nach) ist das zweite Studioalbum der kanadischen Sängerin Tate McRae, das im Dezember 2023 erschien.

## Entstehung und Veröffentlichung
Die Erstveröffentlichung von Think Later erfolgte am 8. Dezember 2023 bei RCA Records. Das Album erschien in seiner Originalausführung als CD (Katalognummer: 19658866442) und LP (Katalognummer: 0196588664410) sowie zum Download und Streaming mit 14 Titeln.
Geschrieben wurden alle Lieder von der Interpretin selbst, zusammen mit wechselnden Koautoren. McRae erklärte im November 2023 dem Rolling Stone, dass das Schreiben des Albums als „eine der stressigsten, aufregendsten, nervenaufreibendsten und lustigsten Erfahrungen, die sie je gemacht hat.“ Sie sagte, dass sie übers letzte Jahr hinweg „ein bisschen weniger mit dem Kopf und ein bisschen mehr mit ihrer Intuition“ gelebt habe und hoffte, dass ihre Hörer „das durch die Musik spüren können.“ Viele Lieder schrieb sie im Kollektiv mit Amy Allen, Jasper Harris und Ryan Tedder. Letzterer war zudem auch für Teile der Produktion verantwortlich, ebenso wie Greg Kurstin oder auch Ilya Salmanzadeh.

## Titelliste
| Nr.          | Titel             | Autor(en)                                                       | Länge |
| ------------ | ----------------- | --------------------------------------------------------------- | ----- |
| 1.           | Cut My Hair       | Tate McRae, Ryan Tedder, Amy Allen, Jasper Harris               | 2:55  |
| 2.           | Greedy            | Tate McRae, Ryan Tedder, Amy Allen, Jasper Harris               | 2:12  |
| 3.           | Run for the Hills | Tate McRae, Ryan Tedder, Amy Allen, Jasper Harris, Grant Boutin | 2:23  |
| 4.           | Hurt My Feelings  | Tate McRae, Ryan Tedder, Amy Allen, Jasper Harris, Grant Boutin | 2:02  |
| 5.           | Grave             | Tate McRae, Brittany Amardio, Ido Zmishlany                     | 3:14  |
| 6.           | Stay Done         | Tate McRae, Ryan Tedder, Amy Allen                              | 2:51  |
| 7.           | Exes              | Tate McRae, Ryan Tedder, Tyler Spry                             | 2:39  |
| 8.           | We’re Not Alike   | Tate McRae, Brittany Amaradio, Rob Bisel                        | 3:00  |
| 9.           | Calgary           | Tate McRae, Ido Zmishlany                                       | 2:20  |
| 10.          | Messier           | Tate McRae, Thomas LaRosa, Skyler Stonestreet                   | 3:57  |
| 11.          | Think Later       | Tate McRae, Ryan Tedder, Amy Allen, Jasper Harris               | 2:13  |
| 12.          | Guilty Conscience | Tate McRae, Ryan Tedder, Ilya, Savan Kotecha, Amy Allen         | 2:32  |
| 13.          | Want That Too     | Tate McRae, Ryan Tedder, Amy Allen, Jasper Harris, Tyler Spry   | 3:10  |
| 14.          | Plastic Palm Tree | Tate McRae, Greg Kurstin, Sarah Aarons                          | 2:52  |
| Gesamtlänge: | Gesamtlänge:      | Gesamtlänge:                                                    | 38:16 |

## Singleauskopplungen
| Jahr | Titel             | Höchstplatzierung, Gesamtwochen, AuszeichnungChartplatzierungen (Jahr, Titel, , Platzierungen, Wochen, Auszeichnungen, Anmerkungen) | Höchstplatzierung, Gesamtwochen, AuszeichnungChartplatzierungen (Jahr, Titel, , Platzierungen, Wochen, Auszeichnungen, Anmerkungen) | Höchstplatzierung, Gesamtwochen, AuszeichnungChartplatzierungen (Jahr, Titel, , Platzierungen, Wochen, Auszeichnungen, Anmerkungen) | Höchstplatzierung, Gesamtwochen, AuszeichnungChartplatzierungen (Jahr, Titel, , Platzierungen, Wochen, Auszeichnungen, Anmerkungen) | Höchstplatzierung, Gesamtwochen, AuszeichnungChartplatzierungen (Jahr, Titel, , Platzierungen, Wochen, Auszeichnungen, Anmerkungen) | Höchstplatzierung, Gesamtwochen, AuszeichnungChartplatzierungen (Jahr, Titel, , Platzierungen, Wochen, Auszeichnungen, Anmerkungen) | Anmerkungen                                                    |
| Jahr | Titel             | DE | AT | CH | UK | US | CA | Anmerkungen                                                    |
| --- | ----------------- | --- | --- | --- | --- | --- | --- | -------------------------------------------------------------- |
| 2023 | Greedy            | DE2 Platin · (60 Wo.)DE | AT1 Platin · (46 Wo.)AT | CH1 Platin · (54 Wo.)CH | UK3 ×2Doppelplatin · (40 Wo.)UK | US3 ×3Dreifachplatin · (42 Wo.)US                                                                                                   | CA13 ×6Sechsfachplatin · (12 Wo.)CA                                                                                                 | Erstveröffentlichung: 15. September 2023 Verkäufe: + 6.899.333 |
| 2023 | Exes              | DE54 (10 Wo.)DE | AT33 (1 Wo.)AT | CH27 Gold · (4 Wo.)CH | UK12 Gold · (20 Wo.)UK | US34 Platin · (20 Wo.)US | CA— ×2DoppelplatinCA | Erstveröffentlichung: 17. November 2023 Verkäufe: + 1.835.000  |
| Folgende Lieder erschienen nicht als Single, wurden aber durch das Album zum Download und Streaming bereitgestellt und konnten somit eine Platzierung erlangen: |                   | | | | | | |                                                                |
| |                   | | | | | | |                                                                |
| 2023 | Run for the Hills | DE— aDE | — | — | UK55 Silber · (3 Wo.)UK | US69 Gold · (4 Wo.)US | CA— PlatinCA | Charteinstieg: 21. Dezember 2023 Verkäufe: + 780.000           |

## Kommerzieller Erfolg

### Chartplatzierungen
| ChartsChartplatzierungen       | Höchstplatzierung | Wochen |
| ------------------------------ | ----------------- | ------ |
| Deutschland (GfK)              | 33 (23 Wo.)       | 23     |
| Österreich (Ö3)                | 13 (15 Wo.)       | 15     |
| Schweiz (IFPI)                 | 8 (9 Wo.)         | 9      |
| Vereinigte Staaten (Billboard) | 4 (… Wo.)         | …      |
| Vereinigtes Königreich (OCC)   | 5 (12 Wo.)        | 12     |

| ChartsJahrescharts (2024)      | Platzierung |
| ------------------------------ | ----------- |
| Vereinigte Staaten (Billboard) | 52          |

### Auszeichnungen für Musikverkäufe
| Land/Region                  | Auszeichnungen für Musikverkäufe (Land/Region, Auszeichnung, Verkäufe) | Verkäufe  |
| ---------------------------- | ---------------------------------------------------------------------- | --------- |
| Belgien (BRMA)               | Gold                                                                   | 10.000    |
| Brasilien (PMB)              | Platin                                                                 | 40.000    |
| Dänemark (IFPI)              | Gold                                                                   | 10.000    |
| Frankreich (SNEP)            | Gold                                                                   | 50.000    |
| Kanada (MC)                  | Platin                                                                 | 80.000    |
| Neuseeland (RMNZ)            | Platin                                                                 | 15.000    |
| Niederlande (NVPI)           | Gold                                                                   | 15.000    |
| Norwegen (IFPI)              | Platin                                                                 | 20.000    |
| Polen (ZPAV)                 | Platin                                                                 | 20.000    |
| Schweden (IFPI)              | Gold                                                                   | 15.000    |
| Ungarn (MAHASZ)              | Gold                                                                   | 2.000     |
| Vereinigte Staaten (RIAA)    | Platin                                                                 | 1.000.000 |
| Vereinigtes Königreich (BPI) | Gold                                                                   | 100.000   |
| Insgesamt                    | 7× Gold · 6× Platin ·                                                  | 1.377.000 |

Hauptartikel: Tate McRae/Auszeichnungen für Musikverkäufe